# Jean-Gaël Percevaut
Jean-Gaël Percevaut, né le 28 septembre 1971 à Toulouse, est un joueur français de basket-ball mesurant 2,13 mètres et évoluant au poste de pivot.

## Biographie
{1981} A 9 ans il mesure 1.90 m et joue déjà avec des coéquipiers de 6 ans son aîné en cadet (15-16 ans)

## Carrière

### Clubs
- 1987 - 1990 :  RCM Toulouse (Pro B)
- 1990 - 1992 :  Élan Béarnais Pau-Orthez (Pro A)
- 1992 - 1994 :  Saint-Brieuc (Pro B)
- 1994 - 1995 :  Jeanne d'Arc Dijon Bourgogne   (Pro A)
- 1995 - 1998 :  BCM Gravelines (Pro A)
- 1998 - 2000 :  ASVEL Villeurbanne (Pro A)
- 2000 - 2001 :  Ülker İstanbul (TBL)
- 2001 - 2002 :  JL Bourg (Pro A)
- 2002 - janvier 2003 :  Panellinios Athènes (ESAKE)
- janvier 2003 - 2004 :  JL Bourg (Pro A)
- 2004 - 2007 :  Rupella Basket 17 (Nationale 2)
- 2007 - 2013 :  US Colomiers (Pré-nationale, puis Nationale 3)

## Palmarès
- Finaliste Championnat de France en 1999 et 2000 avec l'ASVEL